# Nicole Frenkel
Nicole Frenkel (* 29. April 1998) ist eine US-amerikanische Tennisspielerin.

## Karriere
2010 gewann Frenkel die Orange Bowl der unter 12-Jährigen. Sie spielt vorrangig bei Turnieren auf dem ITF Women’s Circuit. 2014 gelang ihr im Oktober der Finaleinzug beim $10.000-Turnier in Pereira, wo sie der Chilenin Andrea Koch-Benvenuto mit 6:71 und 2:6 unterlag. 2015 konnte sie beim $50.000-Turnier in Charlottesville bis ins Achtelfinale vorrücken, wo sie gegen ihre Landsfrau Katerina Stewart mit 3:6 und 0:6 verlor. Ihren bislang größten Erfolg feierte sie mit dem Viertelfinaleinzug beim ebenfalls mit $50.000 dotierten ITF-Turnier im Juli 2015 in Lexington, wo sie der Japanerin Nao Hibino mit 3:6 und 1:6 unterlag.
Frenzel ist bei Octagon unter Vertrag.
Ihr bislang letztes internationale Turnier spielte Frenkel im November 2017. Sie wird daher nicht mehr in der Weltrangliste geführt.